# George Town (Penang)
Pour les articles homonymes, voir Georgetown.
George Town (chinois simplifié : 乔治市 ; chinois traditionnel : 喬治市, en tamoul : ஜோர்ஜ் டவுன் (Jōrj ṭavun) ou plus populairement பினாங்கு (Pināṅgu), en malais : Tanjung Penaga), ou plus rarement Georgetown, est la capitale de l'État de Penang en Malaisie.

## Géographie
Elle est située sur la côte est de l'île de Penang. De nombreux édifices civils et publics témoignent du passé colonial de la ville. Son activité de comptoir lui conféra une expansion fulgurante au XIXe siècle. L'heure de gloire du négoce avait laissé place à une ville endormie. Depuis les années 1980, l'industrie des semi-conducteurs et le tourisme ont réveillé la ville et son territoire.
Pour tourner la page de l'époque coloniale, depuis les années 1980, la ville n'est plus appelée George Town, par les habitants locaux, mais Tanjung Penaga, et ce nom malais apparaît désormais sur tous les documents officiels depuis 1996.

## Histoire

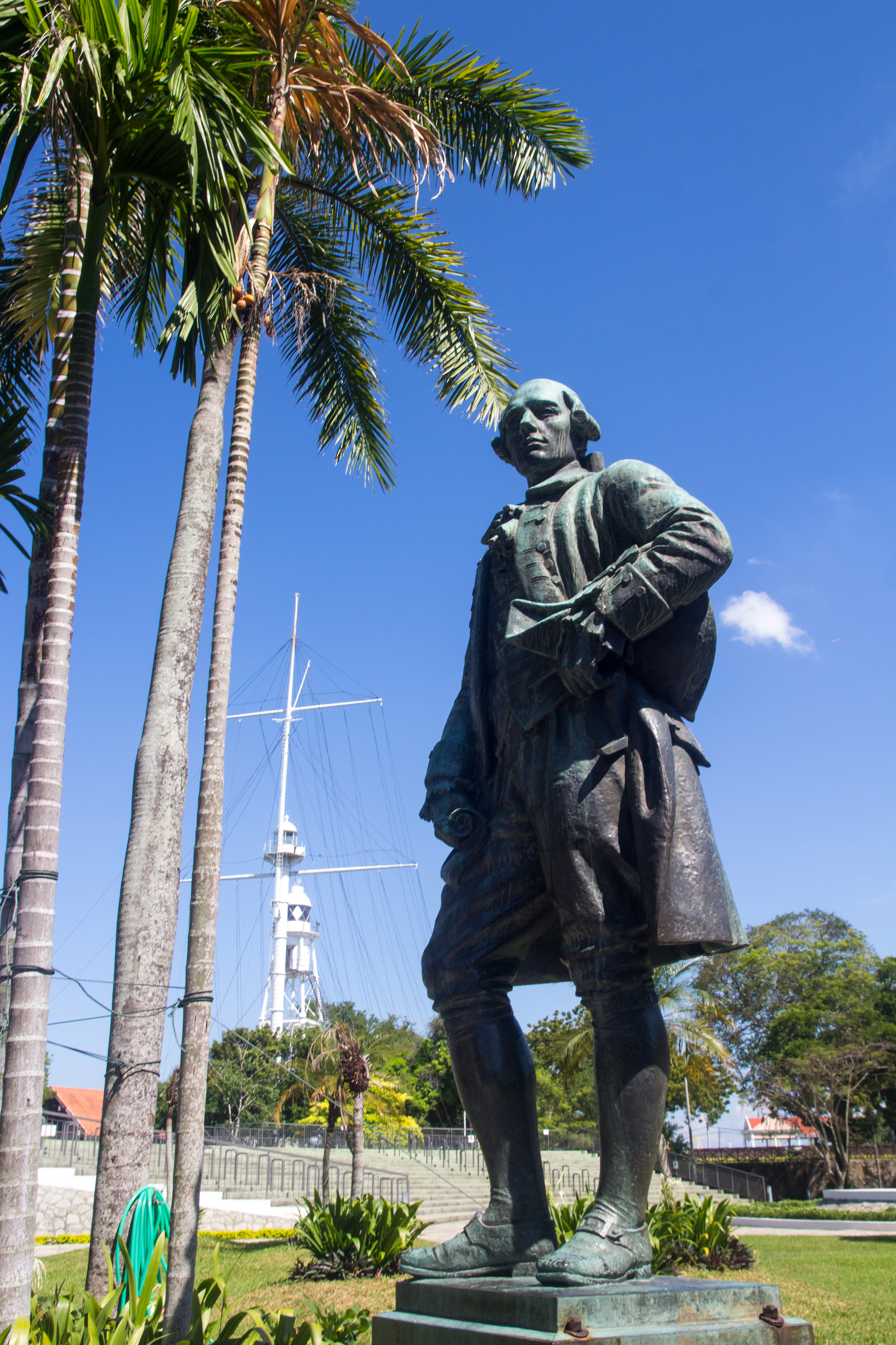
Statue du capitaine Francis Light.

La ville est fondée 1786 par le capitaine Francis Light au nom de la Compagnie anglaise des Indes orientales au moment où celle-ci prend le contrôle de l'île qui lui est cédée par le sultan de Kedah. Light baptise la capitale de la nouvelle colonie en l'honneur du roi George III.
En 1826, le comptoir de Penang devient une des quatre composantes de la colonie des Établissements des détroits. La ville connait alors, avec son activité de négoce, une croissance continue, bien qu'elle se voit doubler par Singapour sur la route transcontinentale.
Le centre-ville est classé au patrimoine mondial de l'UNESCO.

## Démographie
L'immigration continue de Chinois du Fujian (Hokkien) depuis le XIXe siècle jusqu'aux années 1930 explique la présence d'une majorité de la population d'origine chinoise. De nos jours, Penang est le seul État de Malaisie sans majorité malaise.

## Curiosités
- Fort Cornwallis, reste du fort d'origine bâti au début du XIXe siècle.
- La Khoo Kongsi, édifice typique de l'organisation des clans chinois ou kongsi, logeant plusieurs familles dans un ensemble communautaire.
- Patrimoine architectural de la vieille ville (certaines scènes du film Indochine furent tournées dans ce décor urbain). Les plus vieilles rues portent encore des noms rappelant la présence des premiers missionnaires chrétiens : Lebuh Gereja (du portugais Igreja) pour Church Street, Lebuh Bishop pour Bishop Street, Lebuh Light, encore appelée Convent Road.
- Little India, quartier indien de la ville.
- Maisons dans le style peranakan et notamment Cheong Fatt Tze Mansion au 14, Lebuh Leith.
- Pinang Peranakan Museum, 29, Church Street, musée de l'art Baba-Nyonya dans une demeure centenaire.
- La pagode (thaïe) de Chaiya Mangkalaram abrite un Bouddha couché de 33 m de long, un des plus grands de ce type au monde.
- La pagode (birmane), faisant face à la précédente, avec un jardin très agréable.
- La mosquée Kapitan Keling, la plus ancienne de la ville, située sur Jalan Kapitan Keling.
- La cathédrale anglicane St-George, édifice de style néoclassique avec fronton et colonnes.
- L'église catholique de l'Assomption, construite par les Missions étrangères de Paris, sur Farquhar Street.
- Cimetière chrétien de Western Road.
- Le temple Kek Lok Si, dans la banlieue, à Air Itam (en).

## Transports
La ville est accessible par avion par l'aéroport international de Penang qui est situé à 14 kilomètres au sud du centre-ville à Bayan Lepas.
Depuis 2016, un système de vélos en libre-service nommé LinkBike est disponible. 250 vélos sont répartis sur 25 stations à travers la ville.

## Jumelage
La ville de George Town est jumelée avec les villes suivantes :
- Adelaide (Australie) depuis le 8 décembre 1973[1]
- Xiamen (Chine) depuis 1991[2]
- Yokohama (Japon) depuis le 5 octobre 1991[3]
- Medan (Indonésie)[4]
- Taipei (Taïwan) depuis mars 2011[5]
- Bangkok (Thaïlande) depuis avril 2012[6]